# منغل جنوبي (تشلاو)
منغل جنوبي (بالفارسية: منگل جنوبی) هي قرية تقع في إيران في مازندران.